# ماريون ك. ساندرز
ماريون ك. ساندرز (بالإنجليزية: Marion K. Sanders)‏ هي صحفية أمريكية، ولدت في 14 أغسطس 1905، وتوفيت في 16 سبتمبر 1977.